# Музей современного искусства (Краков)
Музей современного искусства или MOCAK (пол. Muzeum Sztuki Współczesnej, MOCAK — аббревиатура от «Museum of Contemporary Art in Kraków») — музей, находящийся в городе Краков, Польша. Музей расположен по адресу ул. Липова, 4 в одном из производственных зданий бывшей фабрики Шиндлера. Первым директором музея стала искусствовед Мария Анна Потоцкая.

## История
Идея создания музея современного искусства широко обсуждалась в краковском художественном сообществе с начала XXI века. В 2005 году городской совет Кракова приобрёл в свою собственность обанкротившуюся фабрику Краковского электрического производства «Unitra-Telpod», которая во времена Второй мировой войны называлась «Emailwarenfabrik (DEF)» и была известной как «Фабрика Шиндлера». В 2005 году мэр города Кракова Яцек Майхровский подал заявку на финансирование проекта по созданию музея польскому Министерству культуры. В 2007 году территория фабрики была разделена на две части, одна из которых была передана краковскому историческому музею, который организовал в ней постоянную выставку "«Краков во время оккупации 1939—1945», а другая часть была передана будущему Музею современного искусства. В 2007 году состоялся конкурс, во время которого был выбран проект музея.

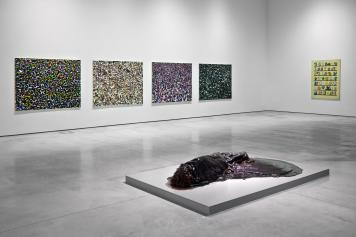
Фрагмент экспозиции

Строительство музея началось в декабре 2009 года и завершилось в ноябре 2010 года. Открытие Музея современного искусства состоялось 19 мая 2011 года. В этот день в музее демонстрировались выставки «История в искусстве», «Библиофилия», «Коллекция MOCAK», «Лауреаты награды фонда Vordemberge-Gildewart», «Творчество Мауриция Гомулицкого», «Фотографии Маделайн Санте» и «Библиотека Мечислава Порембского», ставшая постоянной выставкой музея.

## Деятельность
Музей демонстрирует постоянные и временные выставки, которые акцентируют своё внимание на современном искусстве последних двадцати лет. Особенное внимание обращается на послевоенный авангард и концептуальное искусство. Проекты сопровождаются образовательными программами, научными исследованиями и печатными публикациями. Выставки демонстрируются на первом и втором этажах. На первом этаже находятся постоянные выставки, второй этаж предназначен для временных выставок.
В музее находится искусствоведческая библиотека, книжный магазин, мастерская по консервации и реставрации и различные объекты для посетителей.